# Lars Rösti
Lars Rösti (ur. 19 stycznia 1998 w St. Stephan) – szwajcarski narciarz alpejski, dwukrotny medalista mistrzostw świata juniorów.

## Kariera
Po raz pierwszy na arenie międzynarodowej pojawił się 27 listopada 2014 roku w Davos, gdzie w zawodach FIS zajął 105. miejsce w supergigancie. W 2018 roku wystartował na mistrzostwach świata juniorów w Davos, zdobywając brązowy medal w zjeździe. W tej samej konkurencji wywalczył też złoty medal podczas mistrzostw świata juniorów w Val di Fassa rok później. Był tam również piąty w supergigancie.
W zawodach Pucharu Świata zadebiutował 2 marca 2019 roku w Kvitfjell, gdzie zajął 31. miejsce w zjeździe. Pierwsze pucharowe punkty wywalczył 13 marca 2019 roku w Soldeu, zajmując piętnaste miejsce w tej samej konkurencji.

## Osiągnięcia

### Mistrzostwa świata juniorów
| Miejsce | Dzień       | Rok  | Miejscowość  | Konkurencja     | Czas biegu | Strata | Zwycięzca       |
| ------- | ----------- | ---- | ------------ | --------------- | ---------- | ------ | --------------- |
| 34.     | 8 marca     | 2017 | Åre          | Zjazd           | 1:23,34    | +2,23  | Sam Morse       |
| 14.     | 9 marca     | 2017 | Åre          | Supergigant     | 1:17,91    | +0,64  | Nils Alphand    |
| 10.     | 11 marca    | 2017 | Åre          | Superkombinacja | 2:05,14    | +2,32  | Loïc Meillard   |
| 3.      | 31 stycznia | 2018 | Davos        | Zjazd           | 2:20,18    | +0,03  | Marco Odermatt  |
| DNF     | 2 lutego    | 2018 | Davos        | Supergigant     | 1:07,59    | -      | Marco Odermatt  |
| DNF1    | 4 lutego    | 2018 | Davos        | Kombinacja      | 2:01,77    | -      | Marco Odermatt  |
| 1.      | 20 lutego   | 2019 | Val di Fassa | Zjazd           | 1:20,21    | -      | -               |
| 5.      | 21 lutego   | 2019 | Val di Fassa | Supergigant     | 1:09,29    | +0,80  | River Radamus   |
| 23.     | 23 lutego   | 2019 | Val di Fassa | Superkombinacja | 2:04,03    | +3,60  | Tobias Hedström |

### Puchar Świata

#### Miejsca w klasyfikacji generalnej
- sezon 2018/2019: 124.
- sezon 2019/2020: 154.
- sezon 2020/2021: -
- sezon 2021/2022: 144.

#### Miejsca na podium w zawodach
Rösti nie stanął na podium indywidualnych zawodów PŚ.